# منتخب زامبيا تحت 17 سنة لكرة القدم
منتخب زامبيا تحت 17 سنة لكرة القدم (بالإنجليزية: Zambia national under-17 football team)‏ هو ممثل زامبيا الرسمي في المنافسات الدولية في كرة القدم في فئة كرة قدم تحت 17 سنة للرجال، يديريه اتحاد زامبيا لكرة القدم.